# Eucoptacra kwangtungensis
Eucoptacra kwangtungensis är en insektsart som beskrevs av Tinkham 1940. Eucoptacra kwangtungensis ingår i släktet Eucoptacra och familjen gräshoppor. Inga underarter finns listade i Catalogue of Life.